# فهرست نمایندگان زن مجلس سنای ایران
در اینجا فهرست نمایندگان زن مجلس سنای ایران ارائه شده‌است. جمعاً ۵ زن در ۱۰ کرسی در ایران پس از اعطای حق رأی در چهار دوره از دوره چهارم در سال ۱۳۴۲ تا دوره هفتم در سال ۱۳۵۷ حضور داشته‌اند.

## سنای چهارم
زنان برای نخستین بار در دوره چهارم به مجلس سنا راه یافتند و این دوره شاهد ۲ نماینده زن بود.نمایندگان زن سنای چهارم به شرح زیرند:
| ردیف | نام                | حوزهٔ انتخاباتی | گرایش سیاسی | تشکل سیاسی | سابقهٔ نمایندگی |
| ---- | ------------------ | -------------- | ----------- | ---------- | -------------- |
| ۱    | شمس‌الملوک مصاحب    | تهران          |             |            | نه             |
| ۲    | مهرانگیز منوچهریان | تهران          |             |            | نه             |

## سنای پنجم
نمایندگان زن سنای پنجم به شرح زیرند:
| ردیف | نام                | حوزهٔ انتخاباتی | گرایش سیاسی | تشکل سیاسی | سابقهٔ نمایندگی |
| ---- | ------------------ | -------------- | ----------- | ---------- | -------------- |
| ۱    | شمس‌الملوک مصاحب    | تهران          |             |            | آری            |
| ۲    | مهرانگیز منوچهریان | تهران          |             |            | آری            |

## سنای ششم
نمایندگان زن سنای ششم به شرح زیرند:
| ردیف | نام                | حوزهٔ انتخاباتی | گرایش سیاسی | تشکل سیاسی | سابقهٔ نمایندگی |
| ---- | ------------------ | -------------- | ----------- | ---------- | -------------- |
| ۱    | هاجر تربیت         | تهران          |             |            | نه             |
| ۲    | شمس‌الملوک مصاحب    | تهران          |             |            | آری            |
| ۳    | مهرانگیز منوچهریان | تهران          |             |            | آری            |
| ۴    | زهرا نبیل          | تهران          |             |            | نه             |

## سنای هفتم
نمایندگان زن سنای هفتم به شرح زیرند:
| ردیف | نام               | حوزهٔ انتخاباتی | گرایش سیاسی | تشکل سیاسی | سابقهٔ نمایندگی |
| ---- | ----------------- | -------------- | ----------- | ---------- | -------------- |
| ۱    | شمس‌الملوک مصاحب   | تهران          |             |            | آری            |
| ۲    | شوکت ملک جهانبانی | تهران          |             |            | نه             |